# Unipeltata
Unipeltata is een onderorde van kreeftachtigen uit de klasse van de Malacostraca (hogere kreeften).

## Superfamilies
- Bathysquilloidea Manning, 1967
- Erythrosquilloidea Manning & Bruce, 1984
- Eurysquilloidea Manning, 1977
- Gonodactyloidea Giesbrecht, 1910
- Lysiosquilloidea Giesbrecht, 1910
- Parasquilloidea Manning, 1995
- Squilloidea Latreille, 1802